# Taxaceae

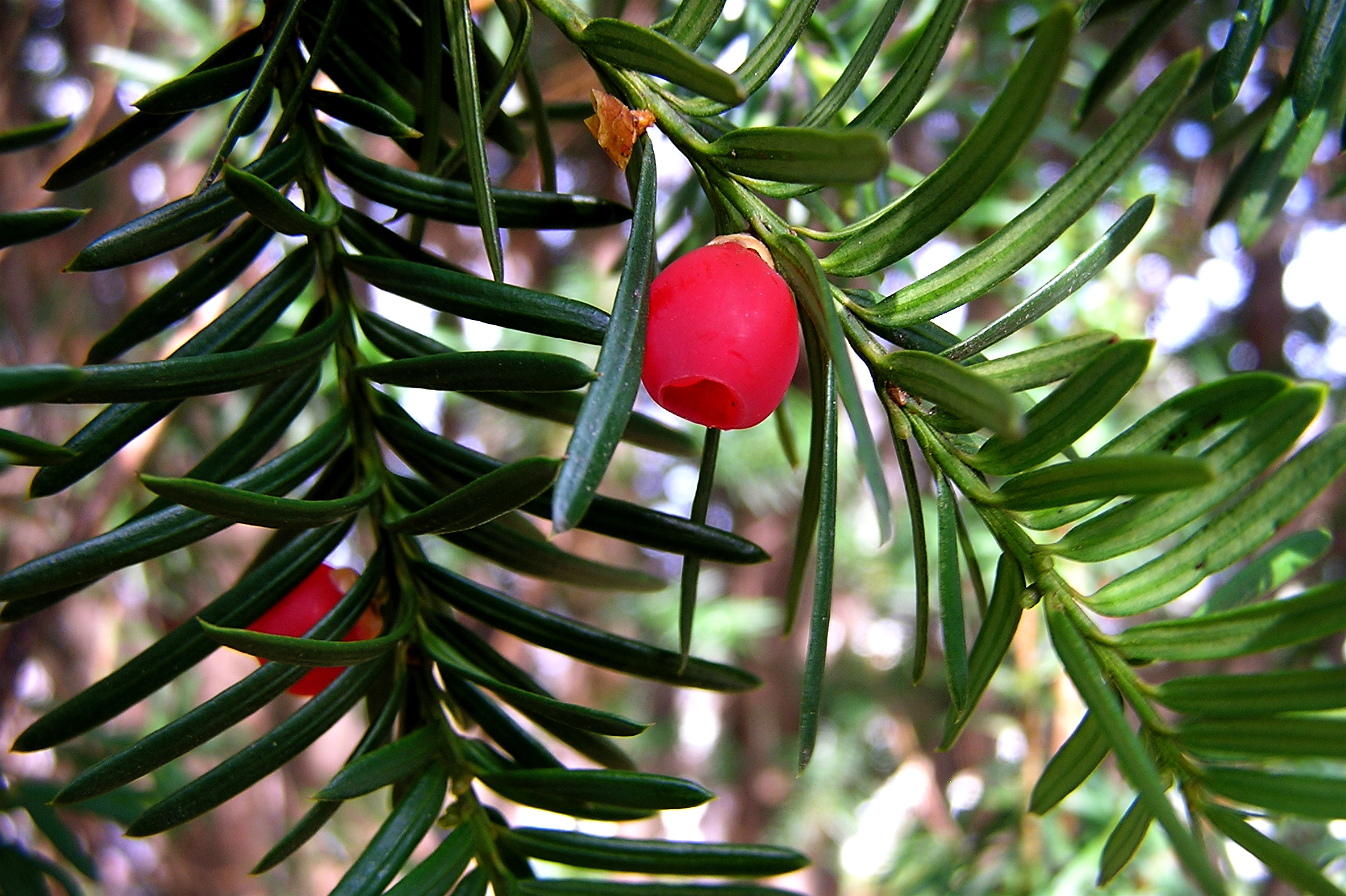
Folhagem e arilo maduro de uma planta de teixo.

Taxaceae é uma família de coníferas que a grupa as espécies conhecidas pelo nome comum de teixos. Na sua presente circunscrição taxonómica, a família agrupa seis géneros extantes e dois géneros extintos, com cerca de 30 espécies (em interpretações mais antigas, com circunscrição taxonómica reduzida, três géneros e 7 a 12 espécies). As espécies da família Taxaceae têm distribuição natural predominantemente nos trópicos e nas zonas temperadas do hemisfério sul, com apenas algumas espécies no hemisfério norte.

## Descrição
Os membros da família Taxaceae são pequenas árvores e arbustos muito ramificados. As folhas são perenes, dispostas em espiral, geralmente torcido na base, fazendo com que aparentem ter uma distribuição binária. São folhas lineares em forma de lança, cor verde pálido ou branco, com bandas estomática na página inferior..
As plantas são dioicas, raramente monoica. Os cones masculinos são 2–5 mm de comprimento, morfologicamente superficialmente semelhantes a amentilhos, e libertam o pólen no início da primavera. Os cones masculinos externamente por vezes apenas se diferenciam ligeiramente dos ramos. As brácteas férteis têm 2-8 sacos polínicos.
Os cones femininos são muito reduzidos, com apenas as brácteas superiores, ou mais altas, férteis, cada uma produzindo uma ou raramente duas sementes. O óvulo ultrapassa geralmente a escama em comprimento, embora raramente os óvulos estejam fechados por ela. Podem ser encontrados nas extremidades dos ramos ou distribuídos ao longo dos ramos, dependendo da espécie. Podem crescer isoladamente ou em tufos ou aglomerados.
À medida que a semente amadurece, um arilo carnudo envolve-a parcialmente. A origem do desenvolvimento do arilo não é clara, mas pode representar um par de folhas inchadas e fundidas. O arilo maduro é de cor viva, macio, sumarento e doce, e é consumido pelas [[aves]9, que dispersam as sementes duras nos seus excrementos. No entanto, as sementes são altamente venenosas para os seres humanos, contendo os tóxicos taxina e taxol.

### Distribuição
As espécies da família Taxaceae têm distribuição natural predominantemente nos trópicos e nas zonas temperadas do hemisfério sul, com apenas algumas espécies no hemisfério norte.

## Filogenia e classificação
A família Taxaceae é agora geralmente incluída, com todas as outras coníferas, na ordem Pinales, uma vez que a análise do ADN mostrou que os teixos estão filogeneticamente anichados nos Pinales, formando um agrupamento monofilético com as outras famílias Pinales, uma conclusão apoiada por estudos de micromorfologia.
Anteriormente estas plantas eram frequentemente tratadas como distintas das outras coníferas, sendo colocadas numa ordem separada Taxales. Ernest Henry Wilson referiu-se a Taxaceae como 'taxads' na sua revisão do grupo publicada em 1916. Taxaceae é considerado o grupo irmão de Cupressaceae, do qual divergiu durante o início e meados do Triássico. O clado que engloba ambos é irmão de Sciadopityaceae, que deles divergiu durante o início do Permiano médio. O membro mais antigo confirmado de Taxaceae é o Palaeotaxus rediviva do Jurássico inferior (Hettangiano) da Suécia. Fósseis pertencentes ao género vivo Amentotaxus do Jurássico Médio da China indicam que Taxaceae já se tinha diversificado substancialmente durante o Jurássico.
A família Taxaceae (incluindo Cephalotaxus), quando definida em sentido lato, compreende seis géneros extantes, com cerca de 30 espécies no total. O género Cephalotaxus está atualmente incluído em Taxaceae, em vez de ser reconhecido como o núcleo da sua própria família, Cephalotaxaceae. A evidência filogenética apoia fortemente uma relação muito próxima entre Cephalotaxus e outros membros de Taxaceae, e as diferenças morfológicas entre ambos grupos não são substanciais. O reconhecimento anterior de duas famílias distintas, Taxaceae e Cephalotaxaceae (e.g,), baseou-se em pormenores morfológicos relativamente pequenos: Taxaceae, excluindo Cephalotaxus, tem sementes maduras mais pequenas que crescem até 5 - 8 mm em 6-8 meses, que não estão totalmente fechadas pelo arilo; em contraste, as sementes de Cephalotaxus têm um período de maturação mais longo (de 18-20 meses), e sementes maduras maiores, com 12 - 40 mm de comprimento, totalmente fechadas pelo arilo. No entanto, existem também ligações morfológicas muito claras entre Cephalotaxus e outros membros de Taxaceae, as quais considerados em conjunto com as provas filogenéticas, mostram que não há necessidade de reconhecer "Cephalotaxus" (ou outros géneros de Taxaceae) como uma família distinta.
O géneros Torreya e Amentotaxus, anteriormente incluídos nesta família, foram transferidos para a família Cephalotaxaceae, pois os testes genéticos mostraram que são filogeneticamente mais relacionados com Cephalotaxus do que com Taxus. Alternativamente, podem ser incluídos, com Cephalotaxus, numa interpretação mais ampla de Taxaceae como uma única família mais ampla.
As principais diferenças entre os Taxaceae e o Cephalotaxaceae eram as seguintes:
| Família                       | Taxaceae                       | Cephalotaxaceae              |
| ----------------------------- | ------------------------------ | ---------------------------- |
| Pinha (arilo)                 | semente parcialmente encoberta | semente totalmente encoberta |
| Amadurecimento do arilo       | 6–8 meses                      | 18–20 meses                  |
| Comprimento da semente madura | 5–8 mm *                       | 12–40 mm                     |

*25 mm para a Austrotaxus.
A poucos botânicos transferem o género Austrotaxus para a sua própria família, a  Austrotaxaceae, sugerindo que pode estar mais perto da Podocarpaceae do que de outras Taxaceae, mas a evidência genética não confirma esta asserção.

### Filogenia
O seguinte cladograma apresenta as relações filogenéticas entre os géneros da família Taxaceae como inferidas a partir de estudos de filogenética molecular:
|  | Amentotaxus |
|  |             |
|  | Torreya     |
|  |             |

|  | Austrotaxus                                           |
|  |                                                       |
|  | \| \| Pseudotaxus \| \| \| \| \| \| Taxus \| \| \| \| |
|  |                                                       |
|  | Pseudotaxus                                           |
|  |                                                       |
|  | Taxus                                                 |
|  |                                                       |

|  | Pseudotaxus |
|  |             |
|  | Taxus       |
|  |             |

|  | Amentotaxus |
|  |             |
|  | Torreya     |
|  |             |

|  | Austrotaxus                                           |
|  |                                                       |
|  | \| \| Pseudotaxus \| \| \| \| \| \| Taxus \| \| \| \| |
|  |                                                       |
|  | Pseudotaxus                                           |
|  |                                                       |
|  | Taxus                                                 |
|  |                                                       |

|  | Pseudotaxus |
|  |             |
|  | Taxus       |
|  |             |

|  | Amentotaxus |
|  |             |
|  | Torreya     |
|  |             |

|  | Austrotaxus                                           |
|  |                                                       |
|  | \| \| Pseudotaxus \| \| \| \| \| \| Taxus \| \| \| \| |
|  |                                                       |
|  | Pseudotaxus                                           |
|  |                                                       |
|  | Taxus                                                 |
|  |                                                       |

|  | Pseudotaxus |
|  |             |
|  | Taxus       |
|  |             |

|  | Amentotaxus |
|  |             |
|  | Torreya     |
|  |             |

|  | Austrotaxus                                           |
|  |                                                       |
|  | \| \| Pseudotaxus \| \| \| \| \| \| Taxus \| \| \| \| |
|  |                                                       |
|  | Pseudotaxus                                           |
|  |                                                       |
|  | Taxus                                                 |
|  |                                                       |

|  | Pseudotaxus |
|  |             |
|  | Taxus       |
|  |             |

### Géneros e espécies

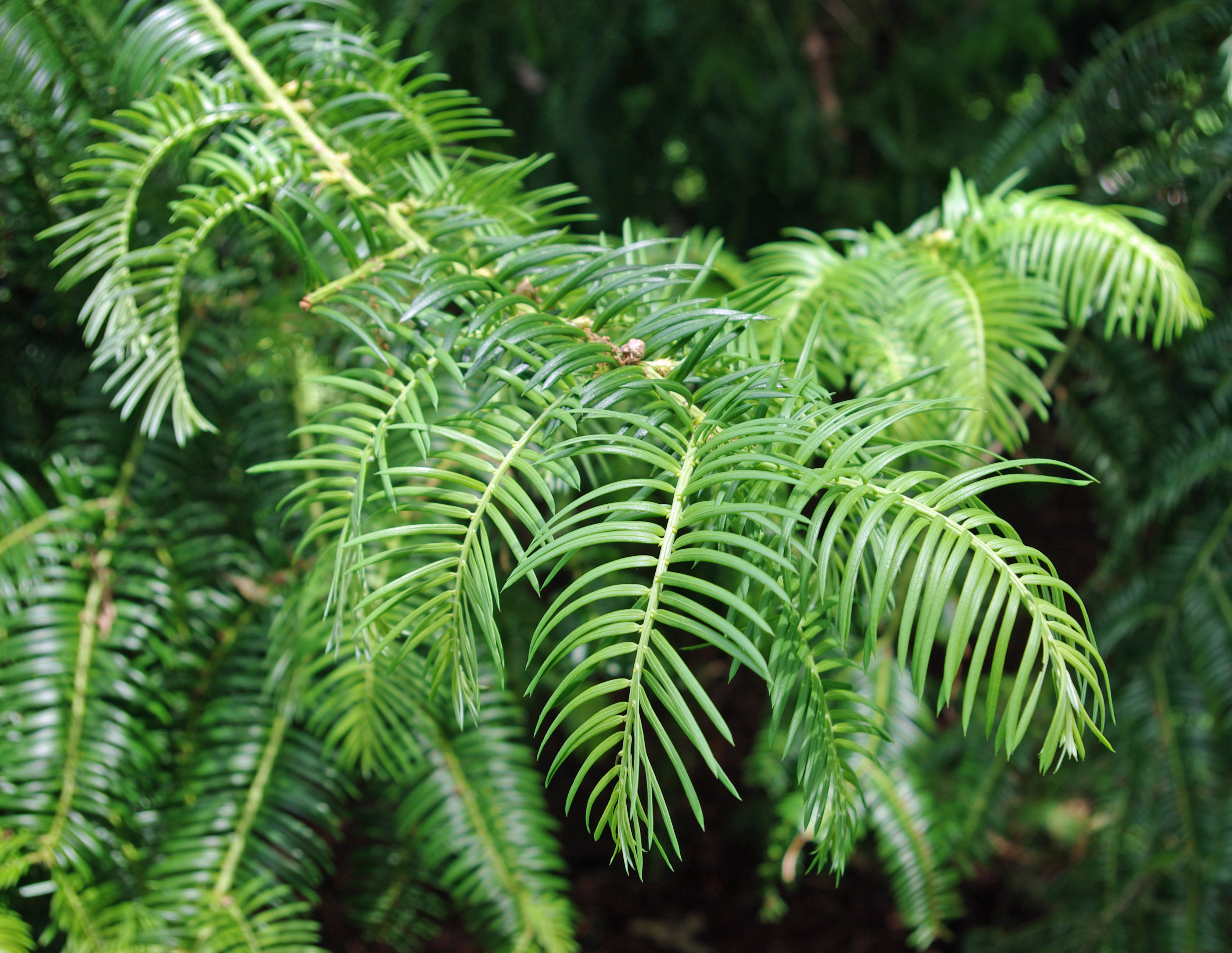
Cephalotaxus sinensis

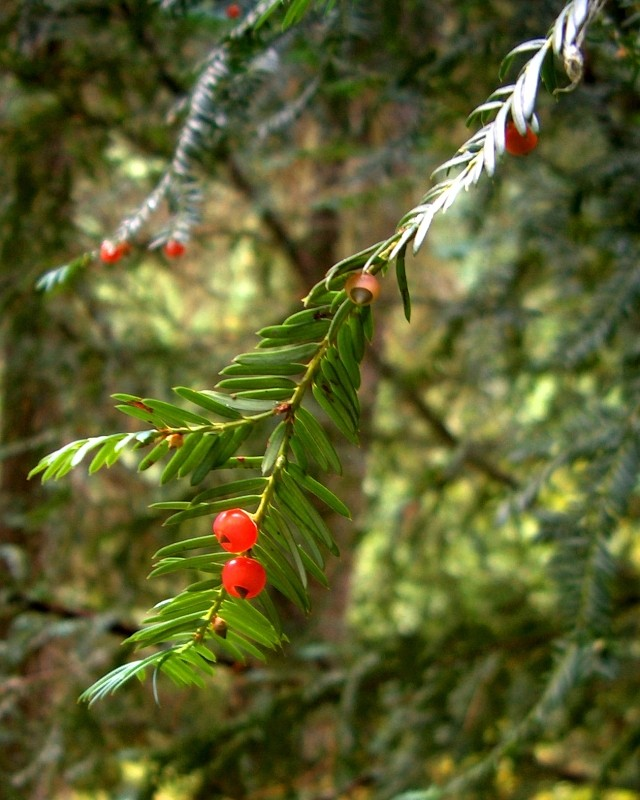
Taxus brevifolia

Amentotaxus Pilg. –
- Amentotaxus argotaenia -
- Amentotaxus assamica -
- Amentotaxus formosana -
- Amentotaxus poilanei -
- Amentotaxus yunnanensis -

Austrotaxus Compton –
- Austrotaxus spicata -

Cephalotaxus Siebold & Zucc. ex Endl. –
- Cephalotaxus fortunei -
- Cephalotaxus griffithii -
- Cephalotaxus hainanensis -
- Cephalotaxus harringtonii -
- Cephalotaxus koreana -
- Cephalotaxus lanceolata -
- Cephalotaxus latifolia -
- Cephalotaxus mannii -
- Cephalotaxus oliveri -
- Cephalotaxus sinensis -
- Cephalotaxus wilsoniana -

Pseudotaxus W.C.Cheng –
- Pseudotaxus chienii -

Taxus L.  – teixos
- Taxus baccata
- Taxus biternata
- Taxus brevifolia
- Taxus caespitosa
- Taxus calcicola
- Taxus canadensis
- Taxus celebica
- Taxus chinensis
- Taxus contorta
- Taxus cuspidata
- Taxus fastigiata
- Taxus floridana
- Taxus florinii
- Taxus globosa
- Taxus kingstonii
- Taxus mairei
- Taxus obscura
- Taxus ocreata
- Taxus phytonii
- Taxus recurvata
- Taxus rehderiana
- Taxus scutata
- Taxus suffnessii
- Taxus sumatrana
- Taxus umbraculifera
- Taxus wallichiana

Torreya Arn. –
- Torreya californica -
- Torreya fargesii -
- Torreya grandis -
- Torreya jackii -
- Torreya nucifera -
- Torreya taxifolia -
- †Torreya clarnensis[18]